# Sérignac (Lot)
Pour les articles homonymes, voir Sérignac.
Sérignac est une commune française, située dans le sud-ouest du département du Lot en région Occitanie.
Elle est également dans le Quercy Blanc, une région naturelle correspondant à la partie méridionale du Quercy, devant son nom à ses calcaires lacustres du Tertiaire.
Exposée à un climat océanique altéré, elle est drainée par la Rivièrette et par divers autres petits cours d'eau. La commune possède un patrimoine naturel remarquable composé de deux zones naturelles d'intérêt écologique, faunistique et floristique.
Sérignac est une commune rurale qui compte 334 habitants en 2022, après avoir connu un pic de population de 779 habitants en 1793.  Ses habitants sont appelés les Sérignacois ou  Sérignacoises.

## Géographie
Commune située dans le Quercy. La commune est limitrophe du département de Lot-et-Garonne.

### Communes limitrophes
Sérignac est limitrophe de sept autres communes donc une en Lot-et-Garonne.
Les communes limitrophes sont  Floressas, Lacapelle-Cabanac, Masquières, Mauroux et Porte-du-Quercy.
| Mauroux                     | Lacapelle-Cabanac | Floressas   |
|                             | Sérignac          | Le Boulvé   |
| Masquières (Lot-et-Garonne) | Saux              | Saint-Matré |

### Hydrographie
La commune est arrosée par la Rivièrette un affluent du Boudouyssou.

### Géologie et relief
La superficie de la commune est de 1 844 hectares ; son altitude varie de 160  à   274 mètres.

### Voies de communication et transports
Accès avec la route départementale D 656 ancienne route nationale 656.

### Climat
Pour des articles plus généraux, voir Climat de l'Occitanie et Climat du Lot.
En 2010, le climat de la commune est de type climat océanique altéré, selon une étude s'appuyant sur une série de données couvrant la période 1971-2000. En 2020, Météo-France publie une typologie des climats de la France métropolitaine dans laquelle la commune est toujours exposée à un climat océanique altéré et est dans la région climatique Aquitaine, Gascogne, caractérisée par une pluviométrie abondante au printemps, modérée en automne, un faible ensoleillement au printemps, un été chaud (19,5 °C), des vents faibles, des brouillards fréquents en automne et en hiver et des orages fréquents en été (15 à 20 jours).
Pour la période 1971-2000, la température annuelle moyenne est de 12,6 °C, avec une amplitude thermique annuelle de 15,5 °C. Le cumul annuel moyen de précipitations est de 844 mm, avec 11,7 jours de précipitations en janvier et 6,8 jours en juillet. Pour la période 1991-2020, la température moyenne annuelle observée sur la station météorologique la plus proche, située sur la commune d'Anglars-Juillac à 10 km à vol d'oiseau, est de 13,5 °C et le cumul annuel moyen de précipitations est de 822,6 mm,. Pour l'avenir, les paramètres climatiques de la commune estimés pour 2050 selon différents scénarios d’émission de gaz à effet de serre sont consultables sur un site dédié publié par Météo-France en novembre 2022.

### Milieux naturels et biodiversité

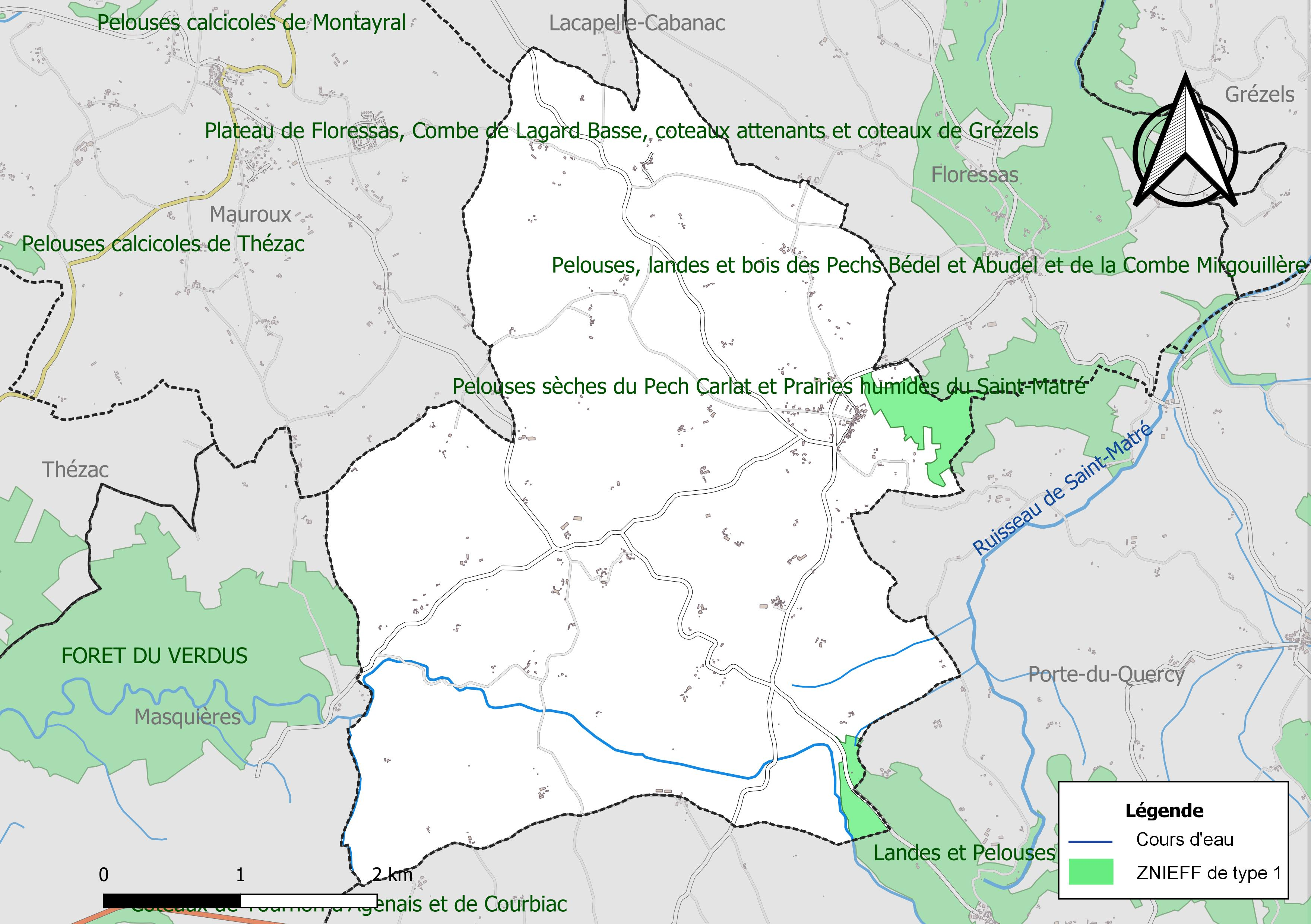
Carte des ZNIEFF de type 1 localisées sur la commune.

L’inventaire des zones naturelles d'intérêt écologique, faunistique et floristique (ZNIEFF) a pour objectif de réaliser une couverture des zones les plus intéressantes sur le plan écologique, essentiellement dans la perspective d’améliorer la connaissance du patrimoine naturel national et de fournir aux différents décideurs un outil d’aide à la prise en compte de l’environnement dans l’aménagement du territoire.
Deux ZNIEFF de type 1 sont recensées sur la commune :
les « landes et pelouses sèches du Boulvé » (614 ha), couvrant 4 communes du département et 
les « pelouses sèches du pech Carlat et prairies humides du Saint-Matré » (134 ha), couvrant 4 communes du département.

## Urbanisme

### Typologie
Au 1er janvier 2024, Sérignac est catégorisée commune rurale à habitat très dispersé, selon la nouvelle grille communale de densité à sept niveaux définie par l'Insee en 2022.
Elle est située hors unité urbaine et hors attraction des villes,.

### Occupation des sols
L'occupation des sols de la commune, telle qu'elle ressort de la base de données européenne d’occupation biophysique des sols Corine Land Cover (CLC), est marquée par l'importance des territoires agricoles (81,5 % en 2018), une proportion identique à celle de 1990 (81,5 %). La répartition détaillée en 2018 est la suivante : 
zones agricoles hétérogènes (72,7 %), forêts (18,5 %), prairies (8,8 %). L'évolution de l’occupation des sols de la commune et de ses infrastructures peut être observée sur les différentes représentations cartographiques du territoire : la carte de Cassini (XVIIIe siècle), la carte d'état-major (1820-1866) et les cartes ou photos aériennes de l'IGN pour la période actuelle (1950 à aujourd'hui).

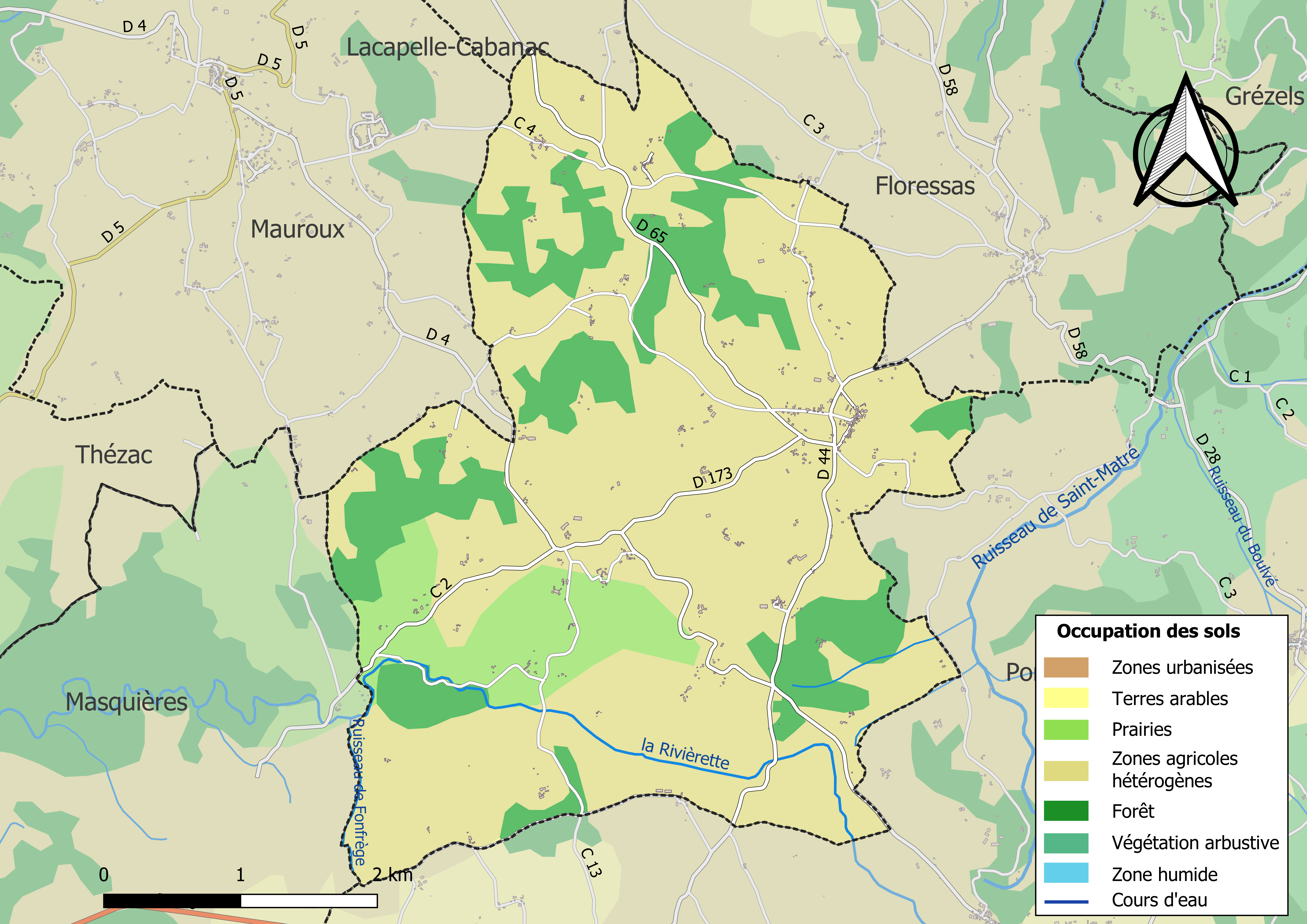
Carte des infrastructures et de l'occupation des sols de la commune en 2018 (CLC).

### Risques majeurs
Le territoire de la commune de Sérignac est vulnérable à différents aléas naturels : météorologiques (tempête, orage, neige, grand froid, canicule ou sécheresse), inondations, feux de forêts, mouvements de terrains et séisme (sismicité très faible). Un site publié par le BRGM permet d'évaluer simplement et rapidement les risques d'un bien localisé soit par son adresse soit par le numéro de sa parcelle.
Certaines parties du territoire communal sont susceptibles d’être affectées par le risque d’inondation par débordement de cours d'eau, notamment La cartographie des zones inondables en ex-Midi-Pyrénées réalisée dans le cadre du XIe Contrat de plan État-région, visant à informer les citoyens et les décideurs sur le risque d’inondation, est accessible sur le site de la DREAL Occitanie. La commune a été reconnue en état de catastrophe naturelle au titre des dommages causés par les inondations et coulées de boue survenues en 1982, 1993 et 1999,.
Sérignac est exposée au risque de feu de forêt. Un plan départemental de protection des forêts contre les incendies a été approuvé par arrêté préfectoral le 30 novembre 2015 pour la période 2015-2025. Les propriétaires doivent ainsi couper les broussailles, les arbustes et les branches basses sur une profondeur de 50 mètres, aux abords des constructions, chantiers, travaux et installations de toute nature, situées à moins de 200 mètres de terrains en nature
de bois, forêts, plantations, reboisements, landes ou friches. Le brûlage des déchets issus de l’entretien des parcs et jardins des ménages et des collectivités est interdit. L’écobuage est également interdit, ainsi que les feux de type méchouis et barbecues, à l’exception de ceux prévus dans des installations fixes (non situées sous couvert d'arbres) constituant une dépendance d'habitation.

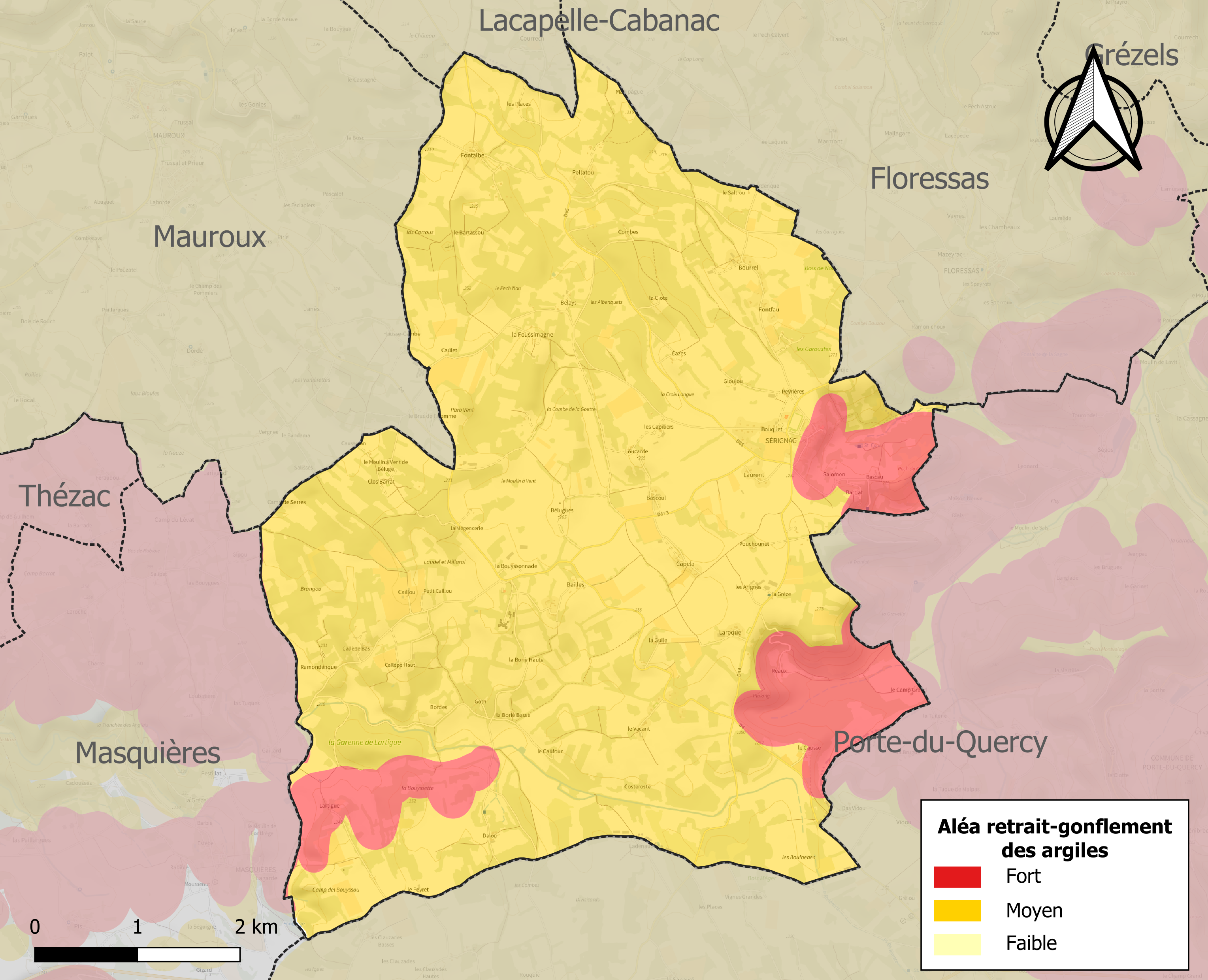
Carte des zones d'aléa retrait-gonflement des sols argileux de Sérignac.

Les mouvements de terrains susceptibles de se produire sur la commune sont des affaissements et effondrements liés aux cavités souterraines (hors mines), des éboulements, chutes de pierres et de blocs, des glissements de terrain et des tassements différentiels. Par ailleurs, afin de mieux appréhender le risque d’affaissement de terrain, l'inventaire national des cavités souterraines permet de localiser celles situées sur la commune.
Le retrait-gonflement des sols argileux est susceptible d'engendrer des dommages importants aux bâtiments en cas d’alternance de périodes de sécheresse et de pluie. La totalité de la commune est en aléa moyen ou fort (67,7 % au niveau départemental et 48,5 % au niveau national). Sur les 190 bâtiments dénombrés sur la commune en 2019, 190 sont en aléa moyen ou fort, soit 100 %, à comparer aux 72 % au niveau départemental et 54 % au niveau national. Une cartographie de l'exposition du territoire national au retrait gonflement des sols argileux est disponible sur le site du BRGM,.
Par ailleurs, afin de mieux appréhender le risque d’affaissement de terrain, l'inventaire national des cavités souterraines permet de localiser celles situées sur la commune.
Concernant les mouvements de terrains, la commune a été reconnue en état de catastrophe naturelle au titre des dommages causés par la sécheresse en 2011 et par des mouvements de terrain en 1999.

## Toponymie
Le toponyme Sérignac, en occitan Serinhac, d'origine gallo-romaine, est basé sur un anthroponyme Serenus. La terminaison -ac est issue du suffixe gaulois -acon (lui-même du celtique commun *-āko-), souvent latinisé en -acum dans les textes. Sérignac désigne donc le domaine de Serenus.

## Histoire
La commune s’est formée autour du château, berceau de la famille de Becave qui a donné de nombreux dignitaires à la cour, à l’église et à l’armée sous l’Ancien Régime.
Le bourg est bâti a l’extrême bord de cette cassure du causse que les [géologue]s appellent  l’effondrement du Boulvé. La vue plonge sur la vallée de Segos et s’étend très loin vers Sauzet et Cahors. On remarque notamment le Pech Carlat et son moulin à vent situé entre Sérignac et Floressas. Il est strié de profondes ravines rouges. Ce site géologique est classé par le conseil général du Lot, en Espace Naturel Sensible d'intérêt local, le 7 octobre 2002.
Voir aussi : Jacquerie des croquants.

## Politique et administration

### Administration municipale
Le nombre d'habitants au recensement de 2011 étant compris entre 100 et 499, le nombre de membres du conseil municipal pour l'élection de 2014 est de onze,.

### Rattachements administratifs et électoraux
Commune faisant partie de l'arrondissement de Cahors de la communauté de communes de la Vallée du Lot et du Vignoble et du canton de Puy-l'Évêque.

### Liste des maires
| Période                                  | Période  | Identité      | Étiquette | Qualité |
| ---------------------------------------- | -------- | ------------- | --------- | ------- |
| avant 1988                               | 1995     | René Daymard  |           |         |
| juin 1995                                | En cours | Joël Mourgues |           |         |
| Les données manquantes sont à compléter. |          |               |           |         |

## Population et société

### Démographie
L'évolution du nombre d'habitants est connue à travers les recensements de la population effectués dans la commune depuis 1793. Pour les communes de moins de 10 000 habitants, une enquête de recensement portant sur toute la population est réalisée tous les cinq ans, les populations de référence des années intermédiaires étant quant à elles estimées par interpolation ou extrapolation. Pour la commune, le premier recensement exhaustif entrant dans le cadre du nouveau dispositif a été réalisé en 2004.

En 2022, la commune comptait 334 habitants, en évolution de +12,46 % par rapport à 2016 (Lot : +1,31 %, France hors Mayotte : +2,11 %).
| 1793 | 1800 | 1806 | 1821 | 1831 | 1836 | 1841 | 1846 | 1851 |
| ---- | ---- | ---- | ---- | ---- | ---- | ---- | ---- | ---- |
| 779  | 744  | 768  | 726  | 688  | 747  | 723  | 752  | 753  |

| 1856 | 1861 | 1866 | 1872 | 1876 | 1881 | 1886 | 1891 | 1896 |
| ---- | ---- | ---- | ---- | ---- | ---- | ---- | ---- | ---- |
| 721  | 666  | 658  | 628  | 634  | 597  | 572  | 527  | 501  |

| 1901 | 1906 | 1911 | 1921 | 1926 | 1931 | 1936 | 1946 | 1954 |
| ---- | ---- | ---- | ---- | ---- | ---- | ---- | ---- | ---- |
| 466  | 433  | 403  | 356  | 345  | 387  | 368  | 335  | 306  |

| 1962 | 1968 | 1975 | 1982 | 1990 | 1999 | 2004 | 2006 | 2009 |
| ---- | ---- | ---- | ---- | ---- | ---- | ---- | ---- | ---- |
| 296  | 305  | 263  | 264  | 300  | 313  | 283  | 280  | 303  |

| 2014 | 2019 | 2022 | - | - | - | - | - | - |
| ---- | ---- | ---- | - | - | - | - | - | - |
| 300  | 306  | 334  | - | - | - | - | - | - |

| selon la population municipale des années : | 1968 | 1975 | 1982 | 1990 | 1999 | 2006 | 2009 | 2013 |
| Rang de la commune dans le département      | 123  | 181  | 94   | 128  | 122  | 157  | 145  | 154  |
| Nombre de communes du département           | 340  | 340  | 340  | 340  | 340  | 340  | 340  | 340  |

### Enseignement
Sérignac fait partie de l'académie de Toulouse.
L'éducation est assurée sur la commune par une école élémentaire.

### Culture et festivités
Fête votive, salle des fêtes,

### Activités sportives
Chasse, pétanque, randonnée pédestre.

### Écologie et recyclage
La collecte et le traitement des déchets des ménages et des déchets assimilés ainsi que la protection et la mise en valeur de l'environnement se font dans le cadre du SYDED.

## Économie

### Revenus
En 2018, la commune compte 132 ménages fiscaux, regroupant 283 personnes. La médiane du revenu disponible par unité de consommation est de 19 700 € (20 740 € dans le département).

### Emploi
|                | 2008  | 2013  | 2018   |
| -------------- | ----- | ----- | ------ |
| Commune        | 4,2 % | 8,2 % | 10,2 % |
| Département    | 7,3 % | 8,9 % | 9,6 %  |
| France entière | 8,3 % | 10 %  | 10 %   |

En 2018, la population âgée de 15 à 64 ans s'élève à 155 personnes, parmi lesquelles on compte 71,3 % d'actifs (61,1 % ayant un emploi et 10,2 % de chômeurs) et 28,7 % d'inactifs,. En  2018, le taux de chômage communal (au sens du recensement) des 15-64 ans est supérieur à celui du département et de la France, alors qu'en 2008 la situation était inverse.
La commune est hors attraction des villes,. Elle compte 46 emplois en 2018, contre 48 en 2013 et 49 en 2008. Le nombre d'actifs ayant un emploi résidant dans la commune est de 99, soit un indicateur de concentration d'emploi de 46 % et un taux d'activité parmi les 15 ans ou plus de 44,1 %.
Sur ces 99 actifs de 15 ans ou plus ayant un emploi, 37 travaillent dans la commune, soit 37 % des habitants. Pour se rendre au travail, 83 % des habitants utilisent un véhicule personnel ou de fonction à quatre roues, 4 % s'y rendent en deux-roues, à vélo ou à pied et 13 % n'ont pas besoin de transport (travail au domicile).

### Activités hors agriculture
22 établissements sont implantés  à Sérignac au 31 décembre 2019.
Le secteur de l'industrie manufacturière, des industries extractives et autres est prépondérant sur la commune puisqu'il représente 36,4 % du nombre total d'établissements de la commune (8 sur les 22 entreprises implantées  à Sérignac), contre 14 % au niveau départemental.

### Agriculture
La commune est dans les Causses », une petite région agricole occupant une grande partie centrale du département du Lot. En 2020, l'orientation technico-économique de l'agriculture  sur la commune est la polyculture et/ou le polyélevage.
|               | 1988  | 2000  | 2010  | 2020  |
| ------------- | ----- | ----- | ----- | ----- |
| Exploitations | 36    | 29    | 21    | 19    |
| SAU (ha)      | 1 104 | 1 395 | 1 342 | 1 223 |

Le nombre d'exploitations agricoles en activité et ayant leur siège dans la commune est passé de 36 lors du recensement agricole de 1988  à 29 en 2000 puis à 21 en 2010 et enfin à 19 en 2020, soit une baisse de 47 % en 32 ans. Le même mouvement est observé à l'échelle du département qui a perdu pendant cette période 60 % de ses exploitations,. La surface agricole utilisée sur la commune est restée relativement stable, passant de 1104 ha en 1988 à 1223 ha en 2020. Parallèlement la surface agricole utilisée moyenne par exploitation a augmenté, passant de 31 à 64 ha.

## Culture locale et patrimoine

### Lieux et monuments
- L’église Saint-Jean-Baptiste. L'édifice a été inscrit au titre des monuments historiques en 1993[38]. Plusieurs objets sont référencés dans la base Palissy[38]. L'église est l’ancienne chapelle du château des Becave, elle a remplacé l’église qui se trouvait à Laroque-de-Pralong. Dans l’église se trouvent deux retables du XVIIe siècle. Celui du maître autel est un pur chef-d’œuvre d’une beauté et d’une richesse incomparable. Il est classé monument historique. Le bénitier situé à l’entrée de la nef date du XIIIe siècle et est lui aussi classé monument historique.
- Église Sainte-Marie-Madeleine de Ferrières.
- Château de Ferrières
- Dolmen de Bartassou : le dolmen est encastré dans le mur de soutènement du sol-aire de dépiquage de la ferme. 44° 26′ 50″ N, 1° 04′ 32″ E
- Dolmen des Garroustes : 44° 26′ 19″ N, 1° 06′ 24″ E
- Une voie romaine, qui réunissait Orgueil (sur le Lot près de Touzac) à Lauzerte, et que les vieillards appellent encore Lou cami Ferrat, traverse le village et passe sous la voûte du Vieux  Porche.

Aux flancs des coteaux calcaires coulent des fontaines remarquables par leur abondance ou par les sites qu’elles rendent verdoyants. La principale est la source de Miraval. Les autres sont la Font Grande et la Font Roquette.

### Personnalités liées à la commune
- Francis Maratuech
- Julien Candelon, rugbyman, champion de France 2009 avec l'USA Perpignan et participant aux Jeux Olympiques de Rio 2016 avec l'équipe de France de rugby à 7.

## Pour approfondir